# Fernsehen

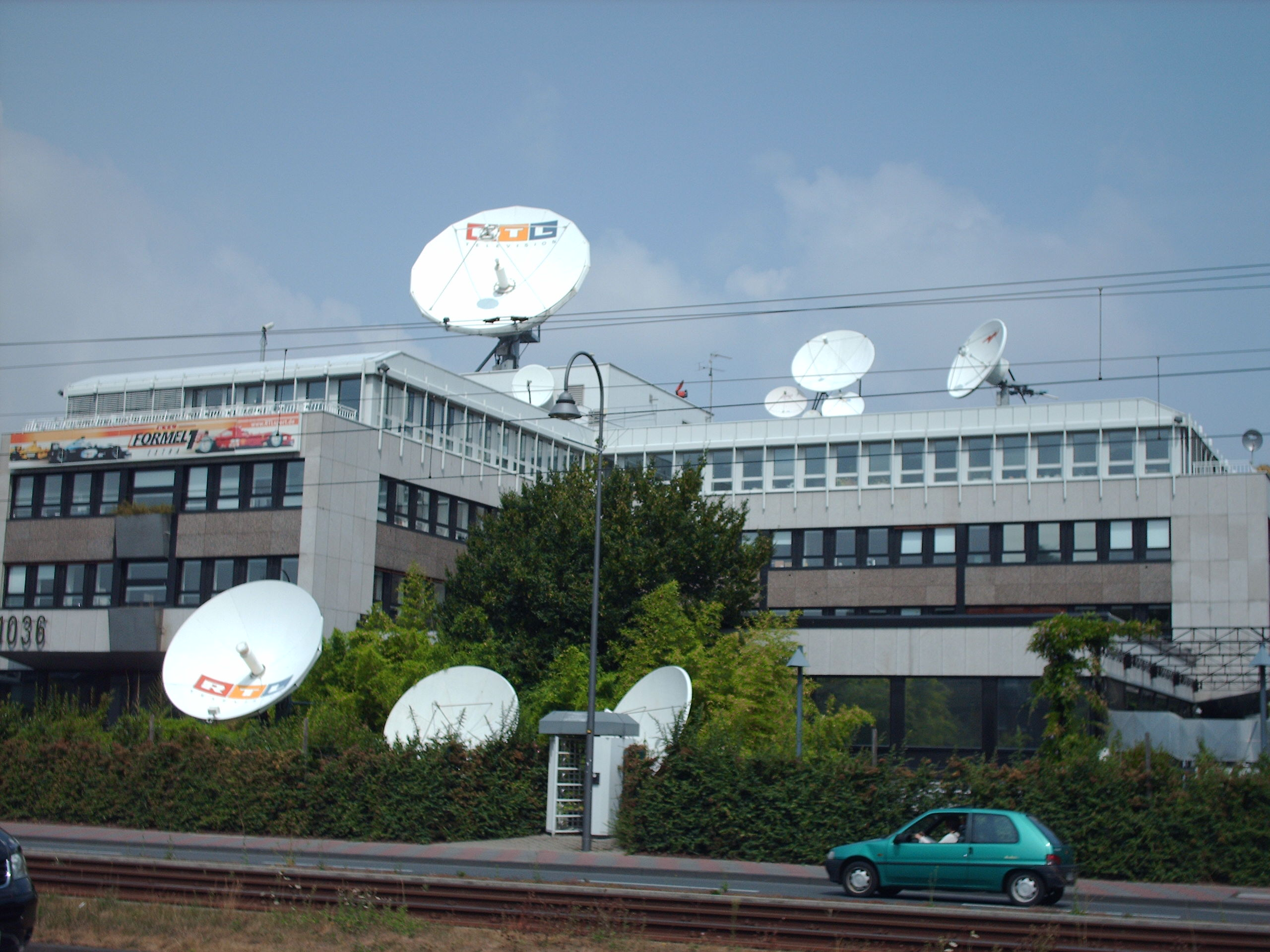
Fernsehanstalt mit Antennen zur Satellitenkommunikation

Fernsehen (auch kurz TV, vom griechisch-lateinischen Kunstwort Television) bezeichnet die Übertragung von bewegten Bildern auf ein Empfangsgerät. Das Verb fernsehen bedeutet, mittels eines Fernsehgerätes eine Fernsehsendung anzuschauen.
Fernsehen gilt als Massenmedium, welches live oder nach Aufzeichnung zeitversetzt an ein Massenpublikum sendet. Eine direkte Interaktion mit dem Publikum ist, anders als beispielsweise beim Internet, nicht möglich. Weil die Ausstrahlung der Fernsehsendungen einem festen Programmschema folgen, ist von einem linearen Medium die Rede. Der Abruf von Fernsehsendungen in der Mediathek im Internet ist hingegen non-linear, weil das Publikum selbst das Programm auswählen kann.
Der Begriff Fernsehen benennt auch den soziotechnischen Komplex von Organisationen (öffentlich-rechtlichen oder privatwirtschaftlichen Sendern) und Techniken (Aufnahme-, Aufzeichnungs-, Produktions-, Sende- und Empfangstechniken).

## Technik

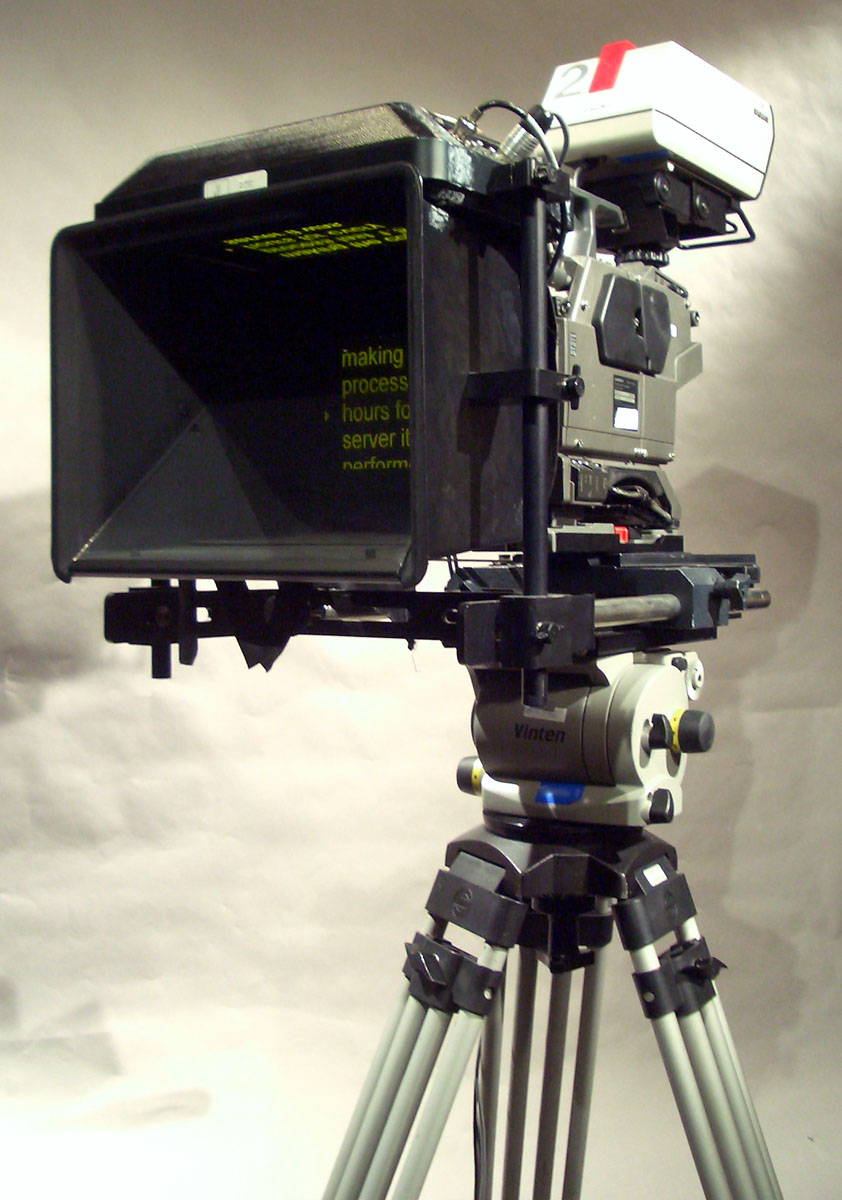
Fernsehkamera mit Teleprompter

Fernsehen wird üblicherweise mit modulierter Hochfrequenzübertragung über Antennen oder kabelgebunden (Kabelfernsehen) genutzt, wofür bestimmte Frequenzbereiche festgelegt werden. Die Übertragung über Antennen erfolgt dabei entweder nicht-terrestrisch, mit Hilfe von Rundfunksatelliten (Satellitenfernsehen) oder über terrestrische Frequenzen (Antennenfernsehen, auch terrestrisches Fernsehen genannt).
Auf welche Weise die Bild- und Toninformationen bei der Übertragung kodiert werden, hängt von der verwendeten Fernsehnorm ab. Es gibt weltweit eine Vielzahl von Fernsehnormen, die jedoch auf wenige Grundparameter reduziert werden können. Zum einen wird zwischen analogem Fernsehen und digitalem Fernsehen unterschieden. Als analoges Fernsehen bezeichnet man Fernsehen, bei dem zumindest die Bilddaten, meist aber auch die Tondaten analog übertragen werden.
Es gibt mehrere analoge Fernsehnormen. In vielen Regionen ist das analoge Fernsehen von der digitalen Bildübertragung verdrängt worden (siehe digitales Fernsehen, Analogabschaltung).

## Finanzierung
Beim Medium Fernsehen stehen wenige Programmanbieter einem Massenpublikum von mehreren Millionen Zuschauern (Konsumenten) gegenüber.
Dieser Umstand ist in den meisten Ländern historisch bedingt, da aufgrund der bestehenden Gesetze das Fernsehen zunächst ausschließlich von öffentlichen Anstalten betrieben wurde. Dies änderte sich mit sinkenden Sendekosten und der Liberalisierung des Marktes. Die Kosten zur Produktion der Inhalte werden seitens der Programmanbieter auf verschiedene Weisen gedeckt (siehe hierzu Duales Rundfunksystem).
Die öffentlich-rechtlichen Rundfunkanstalten, die einen staatlich festgelegten Programmauftrag haben, an dem sich ihre Programme orientieren müssen, finanzieren sich in Deutschland zu einem großen Teil aus staatlich festgelegten Beiträgen (siehe hierzu auch Beitragsservice) und Werbung. Einige weitere Einnahmequellen bestehen im Weiterverkauf oder in der Lizenzierung eigener Fernsehproduktionen.
Die privaten Fernsehsender finanzieren sich dagegen fast ausschließlich durch Werbung. Fernsehproduktionen werden in der Regel in Auftrag gegeben, ein Großteil der Programminhalte wird gekauft oder lizenziert. Bei den gekauften oder lizenzierten Produktionen der deutschen privaten Fernsehsender handelt es sich überwiegend um umsatzträchtige US-amerikanische Serien oder Filme, teilweise ganze Fernsehformate.
Neben den öffentlich-rechtlichen und den privaten Fernsehsendern gibt es noch sogenannte Bezahlfernsehsender (engl. Pay-TV; auch subscription television), die vom Zuschauer direkt bezahlt werden (z. B. Sky Deutschland, früher Premiere). Diese verschlüsseln ihre Sendungen, die so nur mit speziellen Decodern gesehen werden können. Der Zuschauer bezahlt dann je nach System entweder pro Programm beziehungsweise Programmpaket oder pro Sendung (Pay-per-View). Da Werbung vom Zuschauer meist als störend empfunden wird, verzichten Bezahlfernsehsender in der Regel auf Werbung. Dies empfinden manche Pay-TV-Abonnenten als großen Vorteil. Die Eigenwerbung der Pay-TV-Sender (On Air Promotion) kann als störend empfunden werden.
Im Vereinigten Königreich existiert auch eine Zwischenform. Das dortige BSkyB ist zwar Bezahlfernsehen, es sendet gleichwohl etwa so viel Werbung wie werbefinanziertes Privatfernsehen.

## Inhalte

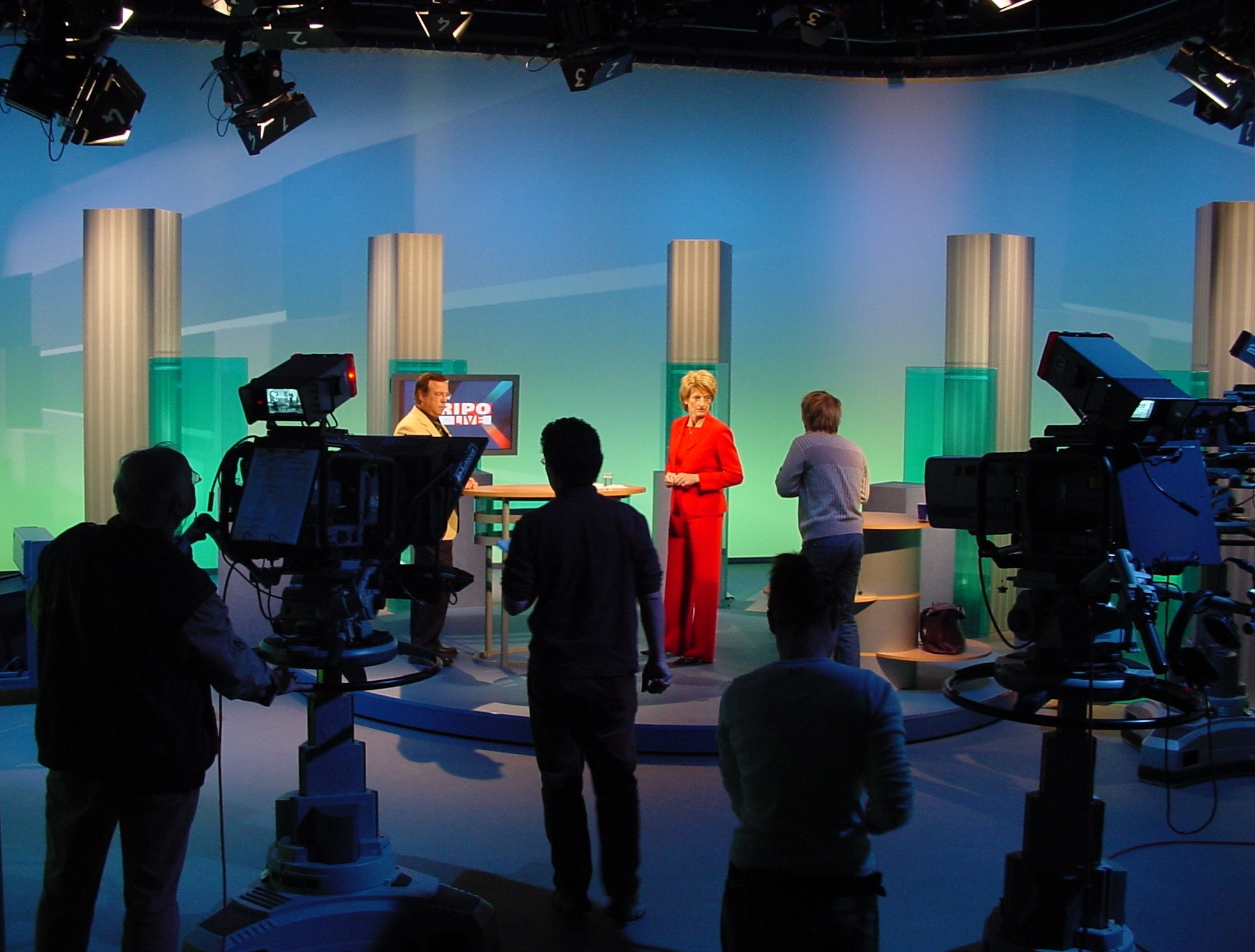
Fernsehstudio der Sendung Kripo live des MDR Fernsehens

Das Fernsehen zählt zu den Massenmedien. Es vermittelt Informationen und hat Anteil an der Meinungsbildung der Bevölkerung.
Genutzt wird das Fernsehen seitens der Zuschauer hauptsächlich zur Unterhaltung, Freizeitgestaltung sowie zur Informationsbeschaffung oder Bildung. In der Forschung wird zwischen (journalistischen) Informationsangeboten, Sportsendungen, non-fiktionale Unterhaltung und Reality-TV, fiktionale Unterhaltung, sonstiges und Werbung unterschieden.
Das Spektrum der Unterhaltungssendungen ist äußerst vielfältig und umfasst unter anderem Filme, Serien und Unterhaltungssendungen, die sich in weitere Sparten unterteilen lassen. Zur Rubrik Bildungsfernsehen gehören Dokumentationen, Politik-, Ratgeber- und Wissenschaftssendungen.
Seitens der Wirtschaft wird das Fernsehen zur Werbung benutzt. In kurzen Werbespots werden einzelne Produkte und/oder Marken präsentiert und deren Kauf empfohlen. Neben den Werbespots gibt es auch sogenannte Verkaufsshows oder Dauerwerbesendungen. Einige spezialisierte Sender, sogenannte Home-Shopping-Sender, zeigen den ganzen Tag nichts anderes als solche Verkaufsshows.
Für die Werbeindustrie ist das Fernsehen eines der wichtigsten Medien, da auf diesem Weg viele Menschen erreicht werden können. Außerdem eignet sich das Fernsehen für die Werbeindustrie, weil man mit diesem Medium besonders gut Gefühle und Emotionen beim Konsumenten wecken kann.
In Deutschland regeln staatsvertragliche Auflagen Dauer und Häufigkeit der Werbung pro Sendung beziehungsweise Sendezeit. Die Rechte zur Ausstrahlung von Werbung in den öffentlich-rechtlichen Fernsehanstalten sind stärker eingeschränkt. Sie dürfen beispielsweise nach 20 Uhr sowie an Sonntagen und im ganzen Bundesgebiet anerkannten Feiertagen keine Werbung ausstrahlen. Bei nicht öffentlich-rechtlichen Fernsehanstalten darf die Werbung 20 % des Programms, somit 12 Minuten pro Stunde, bisher nicht überschreiten.
Staat und Politik benutzen das Fernsehen hauptsächlich dazu, die Bevölkerung zu informieren und die Meinungsbildung zu fördern. Das Spektrum der Inhalte reicht dabei von Hinweisen auf wichtige Ereignisse bis zu Katastrophenwarnungen. Politiker versuchen oft, über das Fernsehen die Bevölkerung von ihren eigenen Ansichten zu überzeugen oder ihre Arbeit zu rechtfertigen. In vielen Staaten wird Fernsehen auch häufig seitens der Regierung zur Propaganda eingesetzt.
Ein weiteres Anwendungsgebiet der Fernsehtechnik besteht in Videoüberwachung, die zunehmend günstiger wird, da die Technik einerseits qualitativ besser und gleichzeitig billiger wird, andererseits die besonders kostenintensive Herstellung von Inhalten entfällt.
In der Weltraumforschung, die sowieso hohe Kosten für Missionen veranschlagt, wird die Fernsehtechnik ebenfalls eingesetzt. Allerdings werden hier selten bewegte Bilder aufgenommen. Stattdessen kommen Spezialkameras zum Einsatz, die oft besonders hohe Auflösungen besitzen und/oder Licht anderer Spektralbereiche, als die vom menschlichen Auge wahrgenommen, aufzeichnen und teilweise zeitversetzt zur Erde senden.

## Sendeabwicklung und Archivierung
Technische Koordinationsstelle jedes Rundfunksenders ist der Schaltraum. Hier kreuzen sich alle ein- und ausgehenden Signale. Dabei gilt der Grundsatz, dass für jeden Bildkanal automatisch ein Audiokanal freigeschaltet wird (Audio follows video). Im Schaltraum treffen die Signalströme von Satellitenübertragungen, Berichte aus den Außenstudios und Live-Schaltungen zu den Korrespondenten und Ü-Wagen zusammen. Eine Kommandoverbindung führt zu den anderen technischen Einrichtungen des Senders wie Aufnahmestudios, Kontrollraum, Grafik, Schnitt, Regie etc. Bei vielen Sendern sind die technischen Abteilungen bereits vollständig miteinander vernetzt. So wird etwa ein Film am Computer geschnitten und über das Netzwerk verschickt. Über den Schaltraum laufen auch Direktverbindungen zu einem etwaigen Senderverbund (z. B. ARD-Stern).

### Entwicklung
In der Frühzeit des Fernsehens wurden viele Sendungen live ausgestrahlt oder als audiovisuelle Sequenz vorproduziert. Aufzeichnungen von Live-Sendungen erfolgten damals teilweise noch durch Abfilmen vom Monitor. Seit Mitte der 1960er-Jahre erfolgte die Studioaufzeichnung und Sendeabwicklung vorgefertigter Inhalte mit MAZ-Geräten. Aus diesen wurden Ende der 1970er-Jahre die Videorekorder für den Heimbedarf entwickelt, die analoge oder digitale Signale auf Magnetbänder oder Festplatten speichern und mit denen auch die Bearbeitung der einzelnen Beiträge erfolgt. An ihre Stelle sind heute vielfach Computer getreten, die eine Vielzahl an zusätzlichen Bearbeitungsmöglichkeiten bieten. Um die alte Außentechnik weiter benutzen zu können, sind MAZ-Geräte aber immer noch im Einsatz.
Mittlerweile sind die meisten Fernsehsender zu exakt programmierbaren Videoservern übergegangen, auf die sich die Beiträge nach einer festen Zeitabfolge speichern und abrufen lassen. Videoserver können große Sendestrecken vollautomatisch fahren und reduzieren damit den technischen und personellen Aufwand auf ein Minimum. Wegen der digitalen Form der Signalaufbereitung erfolgt heute auch die langfristige Speicherung (Archivierung) der Beiträge in digitaler Form. Die Fernsehsender stecken gerade in einer Migrationsphase, weil ältere Bestände der Fernseharchive oft mit großem Aufwand digitalisiert werden, um eine weitere Schädigung der auf alten Magnetbänder gespeicherten Inhalte zu verhindern und um einen schnellen Zugriff zu ermöglichen.
Für jedes Programm steht eine sogenannte „Sendestraße“ zur Verfügung. Die Videoserver oder auch sogenannte LMS (Library Management System) werden von der Ausspielsoftware (Harris, Pebble Beach u. a.) angesteuert. D. h., sowohl das Starten des Audio-/Video-Signals als auch das Schalten bzw. Mischen auf dem Sendemischer wird von der Ausspielsoftware ferngesteuert. So kann ein Aufsichtsingenieur die Ausstrahlung mehrerer Programme technisch überwachen. Er muss eng mit der Programmredaktion zusammenarbeiten und auf kurzfristige Änderungen eingreifen können. Dies erfordert gute Kenntnisse der Ausspielsoftware und der Editierung der Programmevents.

### Digitale Archivierung und Verarbeitung
Die digitale Archivierung erfolgt heute überwiegend auf Bandmedien oder Festplatten. Wegen der niedrigen Kosten werden heute überwiegend LTO-Bänder verwendet. Bei den Dateitypen dominieren das IMX-Format von Sony und das DVCPro50-Format von Panasonic. Die Auflösung beträgt 720×576 Pixel. Die Datenrate beträgt 50 Mbit/s, pro Stunde fallen bei der Aufzeichnung etwa 27 Gigabyte an Daten an. Bei der alltäglichen Archivierung wählen die Sender heute Kombinationslösungen zwischen Band und Festplatte, weil bei der kurzfristigen Speicherung auf Festplatten ein schnellerer Zugriff möglich ist. Die LTO-Bänder, die über eine Speicherkapazität von 200 bis 500 Gigabyte verfügen, werden von computergesteuerten (redundanten) Robotern verwaltet, die einen Bestand von bis zu 6000 Medien organisieren können. Eine derartige Bibliothek fasst an die 1200 Terabyte pro Roboter.
Das moderne Computernetzwerk größerer Fernsehsender ermöglicht eine vollautomatische Datenübertragung vom Datenband zum Videoserver und umgekehrt, auch Online-Abfragen externer Archivkunden (andere Sender, Agenturen etc.) können jederzeit abgewickelt werden. Moderne Steuerungssoftware, wie DIVArchive, organisiert alle Anfragen und ist mittlerweile so leistungsfähig, dass am PC Szenen aus einzelnen Archivbeständen herausgeschnitten werden können, ohne dass der gesamte Beitrag aus dem Archiv geladen werden muss (Partial Restore). Sendeabwicklung und Archiv (das Herzstück jedes Senders) sind damit so eng verzahnt, dass ein jederzeitiger Zugriff möglich ist. Bei analogen Archivbeständen muss der jeweilige Beitrag immer noch von einem Mitarbeiter aus dem Regal geholt und mühsam von Hand weiterbearbeitet werden, was Zeit und Ressourcen kostet.
IMX und DV sind in Verbindung mit Wrapper-Formaten wie MXF geeignet, Metainformationen zu speichern. Diese haben rein beschreibende Funktion und enthalten neben Titel und Personenangaben auch Stichwörter zum Sendungsinhalt. Anhand dieser Begriffe können die jeweiligen Beiträge (ähnlich wie bei digitalen MP3-Musiksammlungen) direkt über das Netzwerk aufgerufen werden. Damit lässt sich jeder Archivinhalt anhand direkt eingegebener Stichwörter finden und öffnen.

### Mangelnde Sorgfalt bei der Archivierung
Ältere Archive wurden zum Teil zerstört, teils aus politischen Gründen, zum Teil einfach, um Platz zu schaffen. Viele Fernsehsender begriffen gar nicht, welche Werte sie vernichteten. So sucht heute zum Beispiel der britische Fernsehsender BBC weltweit nach eventuell noch vorhandenen Kopien aus den Anfängen der Doctor-Who-Serie, bei der über 100 Teile aus dem BBC-eigenen Archiv absichtlich vernichtet wurden.
Viele in der DDR gezeigte Filme verschwanden ebenfalls aus den Archiven oder erreichten nach der Wiedervereinigung der beiden deutschen Staaten einen Zustand, in dem sie nicht mehr gezeigt werden können. Zu diesen Filmen gehört zum Beispiel die Serie Heißer Draht ins Jenseits.
Besonders Filme aus den Anfängen des Fernsehens wurden lange Zeit nicht als genügend wertvoll zum Archivieren betrachtet. Videobänder waren teuer und knapp und wurden nach dem Senden neu bespielt. Auch urheberrechtliche Gründe verhinderten das Interesse an einer Aufbewahrung. So war ein erneutes Abspielen bereits gezeigter Filme teilweise mit sehr hohen Gebühren verbunden.

## Gesellschaftliche Aspekte

### Nutzung in Deutschland
In Deutschland besaßen 2021 96 % der Haushalte mindestens ein Fernsehgerät, davon 32 % zwei und 16 % mehr als zwei. 45 % der Haushalte empfangen Satellitenfernsehen, 43 % Kabelfernsehen und 19 % IPTV. 57 % der Haushalte verfügen über einen Blu-ray- oder DVD-Spieler.
In der Bundesrepublik hat sich der Fernsehkonsum seit Einführung des Fernsehens bis circa 2011 – bezogen auf alle über drei Jahre alten Personen – erhöht. Im Schnitt sah jeder Bundesbürger im Jahr 1992 158 Minuten täglich fern, 1997 183 Minuten. Im Jahr 2004 waren es bereits 210 Minuten, 2011 225 Minuten, also 3,75 Stunden. Seitdem ist die Nutzungsdauer leicht rückläufig. 2021 betrug sie noch 213 Minuten. Überdurchschnittlich viel sehen Arbeitslose und ältere Menschen fern. Frauen und Mädchen nutzen das Fernsehen öfter als Männer und aus Entspannungsgründen; sie lassen es aber auch oftmals im Hintergrund laufen. 90 % der Befragten beider Geschlechter geben an, dass sie das Fernsehen zur Informationsgewinnung nutzen.

### Soziologische Betrachtung

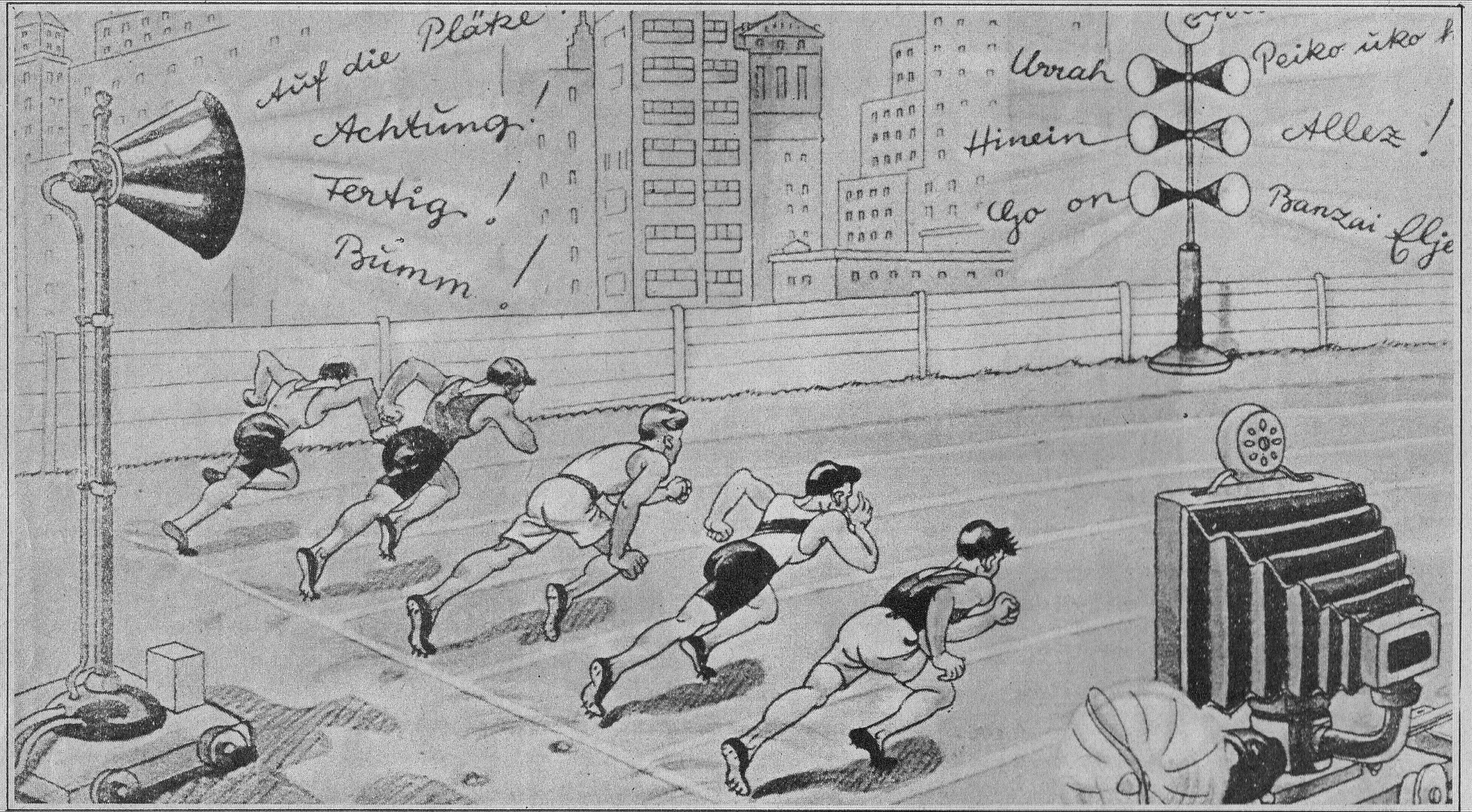
Cartoon: Die technischen Neuerungen in der Berichterstattung bei den Olympischen Sommerspielen 1936 in Berlin und eine Prognose für das Jahr 2000. Olympia-Sonderheft, Berliner Illustrierte Zeitung, 1936.

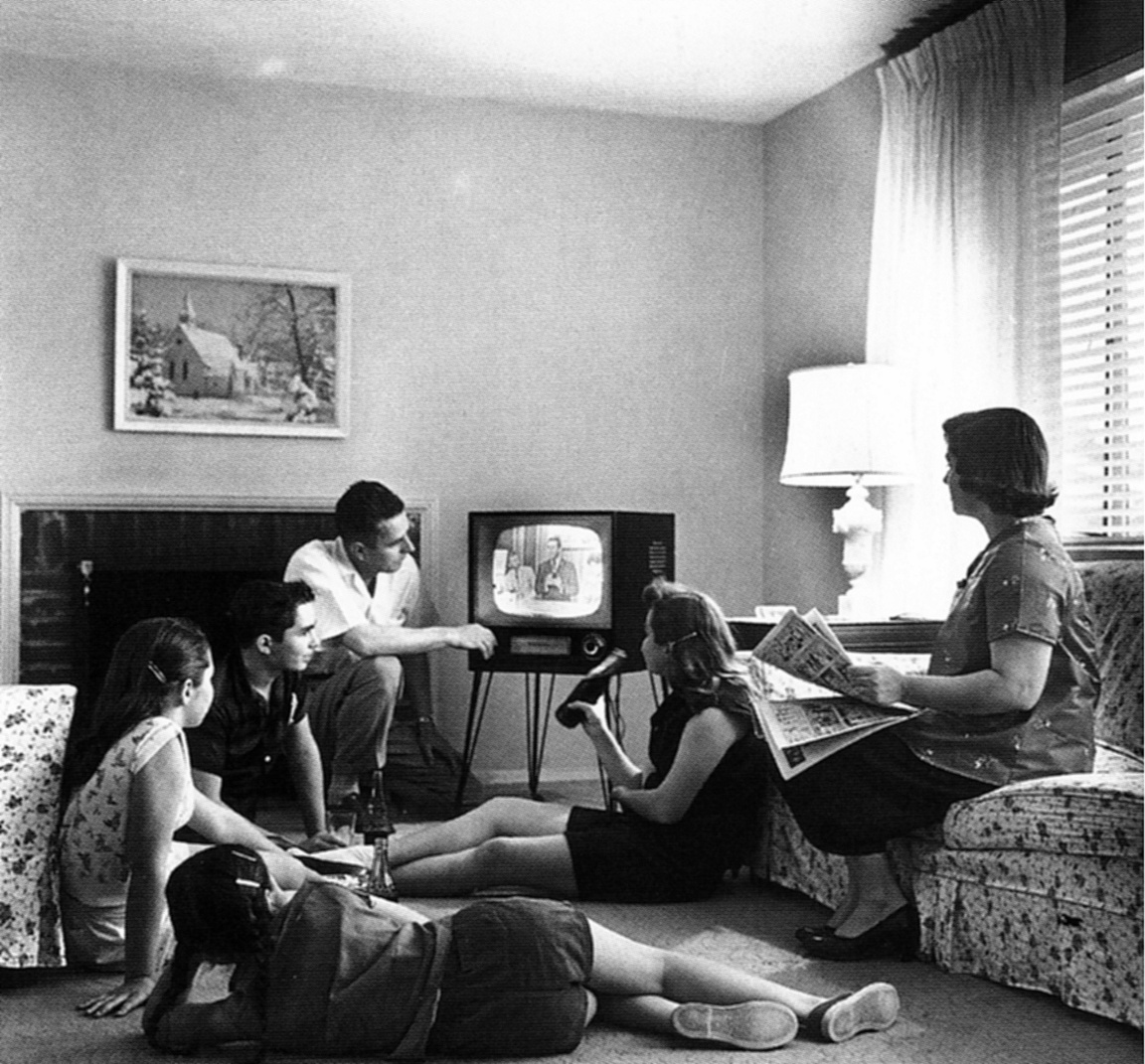
Eine amerikanische Familie beim Fernsehen, ca. 1958

Fernsehen ist ein Massenmedium und hat sich seit den 1950er Jahren in den Industriestaaten zum Leitmedium entwickelt. Inzwischen haben rund 95 % der deutschen Haushalte mindestens ein Fernsehgerät, 40 % davon sogar zwei oder mehr. Für viele Menschen ist es Teil des Alltags geworden und strukturiert oft sogar den Tagesablauf. Es erfährt eine Zuwendung durch alle Schichten und Altersgruppen und tritt mit einer zuvor nicht gekannten Wirksamkeit an die Stelle aller Institutionen mit publizistischem Anspruch, ohne diese aber vollständig zu ersetzen. In Deutschland sahen im Jahr 2008 die Zuschauer pro Tag etwa 3,5 Stunden Fernsehen, in den USA betrug die Dauer im vierten Quartal 2008 5 Stunden.
Fernsehen wirkt orientierend und nivellierend (ausgleichend). Wichtigstes Instrument dafür ist die häufige Wiederholung. Dadurch wird es zur Grundlage der allgemeinen Geschmacks- und Stilbildung und beeinflusst die gesellschaftliche Kommunikation. So konstatiert Alexander Kluge eine Nivellierung der Stimmen auf einen Durchschnittsfernsehton.
Zumindest Vollprogramme im linearen Fernsehen (das klassische Fernsehprogramm nach Programmschema, also nicht per Abruf in den Mediatheken) haben inzwischen das Problem, das ihr Publikum im Linearen Fernsehen zunehmend älter wird. Das Publikum des ZDF steht beim Altersdurchschnitt mit 65 Jahren an erster Stelle, dicht gefolgt vom Ersten mit 64 Jahren (Zahlen jeweils von 2022). Etwas jünger ist das Publikum von RTL Television (55), Sat.1 und VOX (je 54) und Kabel 1 (53). Selbst das Publikum des als Sender für junge Erwachsene gestartete RTL Zwei liegt inzwischen bei 51 Jahren im Durchschnitt. Damit zeigt sich, dass die unterschiedlich differenzierten Programmschemata der Sender einen verhältnismäßig geringen Einfluss darauf haben, welche Altersgruppen das klassische Fernsehen bevorzugen. Jüngere Altersgruppen wandern zunehmend ins Internet ab und nutzen Abrufangebote (Mediatheken). Trotzdem zeigt auch Pro 7 mit einem Publikum von durchschnittlich 44 Jahren, dass auch für ein etwas jüngeres Publikum Lineares Fernsehen noch eine gewisse Relevanz hat.
Durch das verstärkte Aufkommen von Spartenkanälen, verbunden mit der wachsenden Rolle des Internets bzw. digitalen Fernsehens und der neuen sozialen Medien im gesellschaftlichen Leben geht die stilbildende Funktion des Fernsehens allerdings wieder zurück. Jedermann kann in gewissen Grenzen sein eigener Programmdirektor werden. Dies bewirkt eine zunehmende Zersplitterung und Fragmentierung der gesellschaftlichen Wahrnehmung und Kommunikation. Damit sachgemäß umgehen zu erlernen, ist Aufgabe der Medienpädagogik. Das Fernsehen hat wie alle Medien oft einen Einfluss auf die Meinungsbildung der Konsumenten. Da die Inhalte des Fernsehens jedoch öfter als andere Medien transportiert werden, hat es hierbei eine vorrangige Bedeutung.
Fernsehsender erheben oft den Anspruch, dem Zuschauer einen Blick auf die komplexe Gesellschaft zu präsentieren. Immer mehr und unterschiedlichere Bereiche des gesellschaftlichen Lebens erfahren eine breiter werdende mediale Beachtung. Aber der darzustellende Lebensbereich muss interessant, verständlich und optisch umsetzbar sein. Damit geht von vornherein eine Selektion einher, verbunden mit einer Reduktion der vielfältigen kommunikativen Codes und Zeichensysteme, sowie einer Spezialisierung und Perfektionierung akustisch-visueller Signale. Tatsächlich ist es in vielen Fällen sogar so, dass Fernsehen die Themen, über die Verständigung lohnend scheint, erst schafft. Auf der Suche nach neuen Themen, die die Zuschauer binden, durchbrechen die Fernsehmacher oft Grenzen, sodass es in den Augen vieler oft zu Tabubrüchen kommt.

### Negative Auswirkungen und Kritik
Kritiker wie der US-amerikanische Medienwissenschaftler Neil Postman befürchten durch den wachsenden Medienkonsum den Verfall von moralischen Verhaltensregeln. Speziell die Darstellung von Gewalt im Fernsehen wird kritisiert. Studien zeigen einen Zusammenhang zwischen Fernsehsendungen mit Darstellungen von Gewalt und gewalttätigem Verhalten. In welchem Maß es sich dabei um einen kausalen (ursächlichen) Zusammenhang handelt, ist umstritten und Gegenstand wissenschaftlicher Untersuchungen. Die Wirkung des Fernsehens wurde in Deutschland seit den 1950er Jahren unter anderem von Horst Wetterling untersucht.
Mehrere Studien deuten darauf hin, dass die Höhe des Fernsehkonsums in der Kindheit mit dem später erreichten Bildungsabschluss in Beziehung steht (d. h., je höher der Fernsehkonsum, desto schlechter der Abschluss).
Außerdem wird hoher Fernsehkonsum in der Kindheit und Jugend mit Übergewicht bzw. einem überdurchschnittlich hohen Body-Mass-Index, Bewegungsmangel, schlechter körperlicher Fitness, Tabakrauchen und den entsprechenden Folgeerkrankungen im Erwachsenenalter in Verbindung gebracht.
Auch das Gegenteil ist möglich: diskutiert werden Zusammenhänge zwischen bestimmten Fernsehformaten (z. B. Germany’s Next Topmodel) und Magersucht.
Darüber hinaus ist es fraglich, ob selbst speziell für Kleinkinder konzipierte Fernsehsendungen und Videos deren Spracherwerb unterstützen. Gemäß einer Studie aus dem Jahre 2009 scheinen Kinder unter drei Jahren, auch von speziell auf Kleinkinder zugeschnittenen Sendungen zur Förderung der Sprachbildung, kaum zu profitieren: Kleinkinder waren nur dann in der Lage, neue Verben zu erlernen, wenn ein Erwachsener sie dabei aktiv unterstützte.

### Weitere Auswirkungen

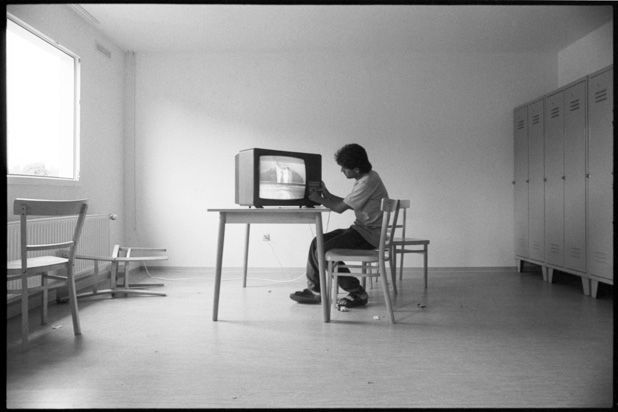
Fernsehen als Möglichkeit der Informationsbeschaffung über fremde Kulturen. Fernsehender Asylbewerber in einer Sammelunterkunft in Bayern (1993 oder früher)

Die Verbreitung des Fernsehens im ländlichen Indien hat laut einer Studie von Robert Jensen und Emily Oster zu höherem weiblichen Schulbesuch und zu einer geringeren Fertilitätsrate geführt.
In Brasilien hat die Verbreitung von Rede Globo die Zuschauerzahlen für seine Seifenopern stark erhöht. In diesen Seifenopern haben über 70 % der dargestellten weiblichen Charaktere keine Kinder. Insbesondere arme Frauen hatten seit der Verbreitung von Rede Globo in den 1970er und 1980er Jahren weniger Kinder. Der fertilitätsreduzierende Effekt entspricht etwa dem von zwei zusätzlichen Jahren weiblichen Schulbesuchs.

## Geschichte

### Frühe Entwicklungen

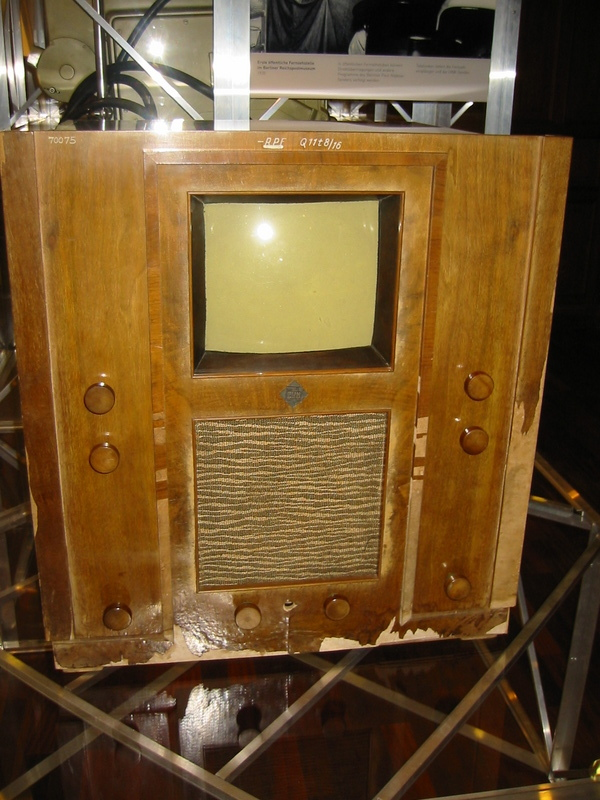
Telefunken-Fernsehempfänger von 1936

In den Anfangsjahren der Entwicklung des Fernsehens wurden Begriffe wie elektrisches Sehen, telegraphisches Sehen, elektrisches Fernsehen und Telephanie benutzt. Anfang des 20. Jahrhunderts waren zwar rund dreißig Jahre lang zurückliegende erste Forschungen bekannt (1877: Constantin Senlecq; Henry Sutton), jedoch wurde „das Problem noch als ungelöst betrachtet“.
1843 entwickelte Alexander Bain einen Kopiertelegraphen und meldeten diesen zum Patent an. Dieses System konnte Texte und Zeichnungen in Form von Schwarzweiß-Bildern elektrisch übertragen. Dies war somit das weltweit erste Telefaxgerät. Hierfür entwickelte er einfache Grundlagen der elektrischen Bildzerlegung und damit auch eine erste theoretische Basis für die spätere Bildtelegrafie und das spätere Fernsehen.
Im Jahr 1883 erfand Paul Nipkow das „Elektrische Teleskop“, das mithilfe einer rotierenden Scheibe („Nipkow-Scheibe“), die mit spiralförmig angeordneten Löchern versehen war, Bilder in Hell-Dunkel-Signale zerlegte beziehungsweise wieder zusammensetzte. Nipkow gab damit erstmals eine realisierbare Form für eine funktionierende Fernsehbildübertragung an, die jedoch erst viele Jahre später umgesetzt werden konnte. Durch die grundlegende Idee zur Realisierung wird Paul Nipkow manchmal als Erfinder des Fernsehens bezeichnet. Die Technik zur Bildzerlegung und -wiedergabe nach Nipkow war opto-mechanisch, jedoch gab es zum Zeitpunkt seiner Entwicklung noch keine Fernsehverfahren, die diese Erfindung weiterverwendeten.
Dass eine Wiedergabe eines Fernsehbildes auf elektronischem Weg möglich ist, demonstrierte 1906 in Deutschland Max Dieckmann (ein Schüler von Ferdinand Braun), der eine Braunsche Röhre umgebaut hatte. Als Aufnahmeinstrument setzte Dieckmann jedoch eine Nipkow-Scheibe ein. Mangels elektronischer Verstärkung im Jahr 1906 waren anstelle der Löcher in der Nipkow-Scheibe Drahtbürsten angebracht, die eine Metallschablone abtasteten. Diese Bilder konnten mit der Hand bewegt werden, der Fernseher von Dieckmann gab so bewegte Bilder (in einer Auflösung von 20 Zeilen bei 10 Bildern pro Sekunde) wieder. Da es keine „richtige“ Fernsehkamera gab, blieb der Fernseher von Dieckmann zunächst ohne praktische Bedeutung, die Bildröhre wurde damals als zu teuer und zu kompliziert angesehen.
1907 gelang dem Russen Boris Rosing die erste Übertragung und Empfang eines schemenhaften Fernsehbildes, wofür er in vielen Ländern, darunter auch in Deutschland, ein Patent erhielt.
In den 1920er Jahren ersetzte Leon Theremin die Löcher in der Nipkow-Scheibe durch Spiegelanordnungen und erreichte 1927 bereits Übertragungen bei Tageslicht und Bilder mit 100 Zeilen auf großflächigen Projektionen. Allerdings wurden seine Ergebnisse nicht publiziert, sondern vom sowjetischen Geheimdienst zur Personenüberwachung genutzt. (Der bekannte Weltrekord war damals 48 Zeilen.)

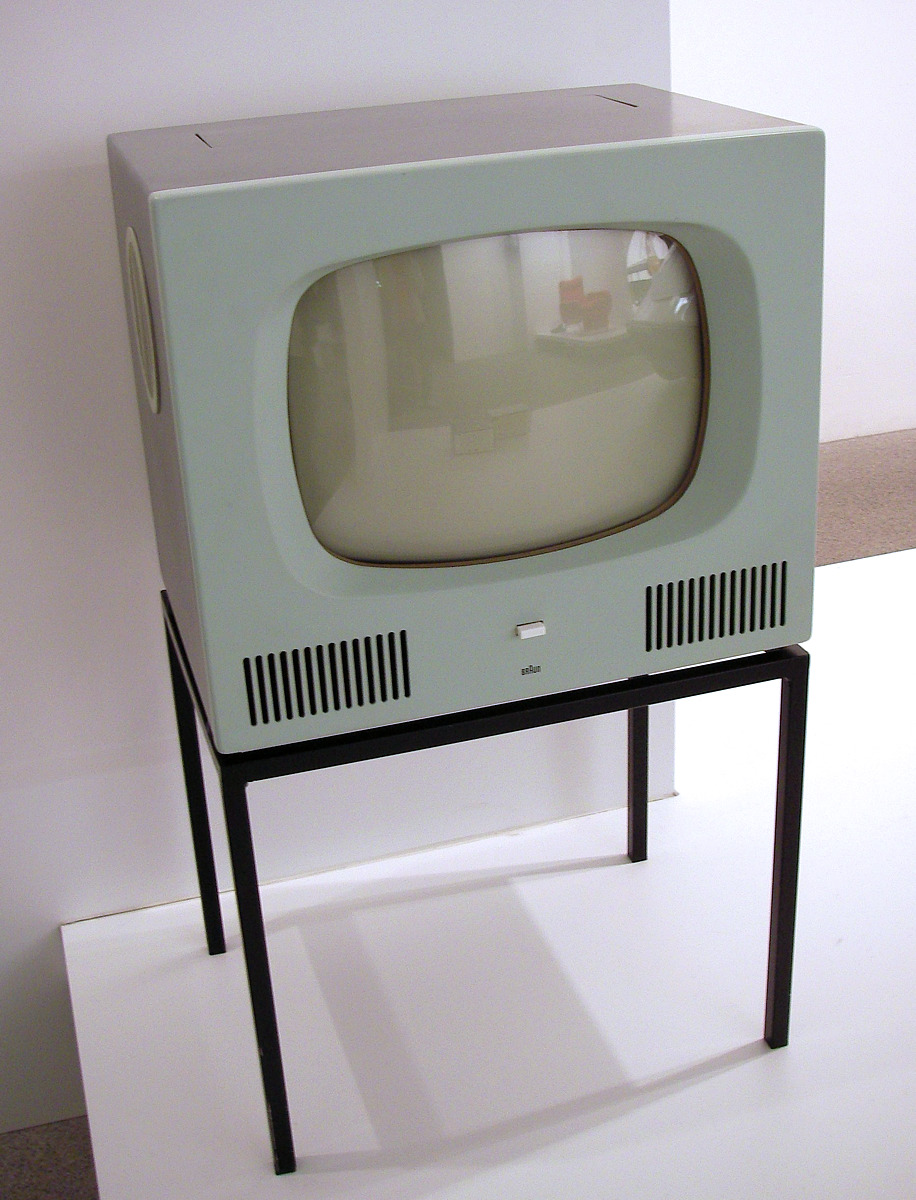
Historischer Fernseher (Braun HF 1 von 1958)

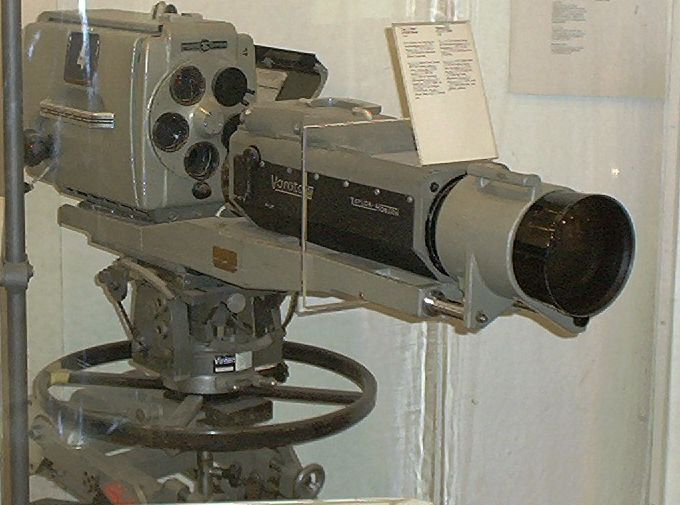
Historische Fernsehkamera (Fernseh GmbH, ca. 1964)

Das erste voll-elektronische Fernsehen entwickelte 1926 der ungarische Physiker, Elektroingenieur und Erfinder Kálmán Tihanyi – das „Radioskop“ (das zugehörige Patent ist mittlerweile in das Weltdokumentenerbe aufgenommen worden).
Die Kathodenstrahlröhre war viele Jahre die am weitesten verbreitete Methode, Bilder für das Fernsehen darzustellen. Die ersten Anwendungen fand sie aber in Messapparaturen. Die für das Fernsehen entscheidenden Weiterentwicklungen der Kathodenstrahlröhre steuerte Vladimir Zworykin bei, der 1923 den ersten brauchbaren elektronischen Bildabtaster, die Ikonoskop-Röhre erfand, welche ab 1934 in Serie hergestellt wurde, heute aber keine Verwendung mehr findet. 1929 erfand Vladimir Zworykin die Kineskop-Röhre zur Bildwiedergabe. Einigen Angaben nach hatte Philo Farnsworth schon 1927 unabhängig von Zworykin eine funktionierende Kathodenstrahlröhre und Kameraröhre entwickelt und im Labor mit beiden ein Bild übertragen, noch bevor Zworykin sein Bildröhrenpatent realisierte. Somit ebneten die beiden den Weg zum vollständig elektronischen Fernsehen.
1926 gelang Kenjiro Takayanagi erstmals nachweisbar die Übertragung und Darstellung eines Bildes in Form eines aus zwei Strichen bestehenden Buchstabens auf elektronischem Weg. In einem Versuchsaufbau, der auf die Idee Max Dieckmanns aufbaute, wurde ein japanisches Katakana-Schriftzeichen, das zuvor mit einer Nipkow-Scheibe als Bild zerlegt wurde, auf dem Schirm einer Kathodenstrahlröhre abgebildet.

### Erste praxisreife Fernsehsendungen
John Logie Baird griff wie Kenjiro Takayanagi zur Bildzerlegung auf die ursprüngliche Nipkow-Scheibe zurück und entwickelte ein vollständiges funktionsfähiges System vom Studio, Übertragung bis zum Empfänger. Bereits 1928 gelang ihm mit seinem opto-mechanischen bzw. opto-elektronischen Fernsehverfahren die transatlantische Übertragung eines Fernsehbildes von London nach New York. Neben seinen zahlreichen Erfindungen und Reichweitenerfolgen dürfte Bairds größtes Verdienst sein, dass er publikumswirksam die Möglichkeiten des Fernsehens vorführte, es dadurch populär machte und somit auch die technische Entwicklung insgesamt sehr beschleunigte. Außerdem war er ein Beteiligter bei der ersten Etablierung des Fernsehens als Medium.
Diese ersten Fernsehdienste ab 1929 mit regelmäßigen Sendungen von etwa 40 Stationen war anfänglich Fernsehen in 30-Zeilen-Norm und bis 60 Zeilen. Es strahlte über Radiowellen auf der Lang-, Mittel- und Kurzwelle aus und war in Nordamerika, Europa und Australien empfangbar. (siehe auch → Sendertabelle)
Die weltweit erste Fernsehübertragung mittels rein elektronischer Bildzerlegung und -wiedergabe und zeilenweiser Abtastung über eine Photozelle und Wiedergabe auf einer Kathodenstrahlröhre gelang Manfred von Ardenne am 14. Dezember 1930 in seinem Lichterfelder Laboratorium. Zur Funkausstellung in Berlin führte er ab dem 21. August 1931 das erste voll elektronische Fernsehen vor, das für lange Zeit die Zukunft des Fernsehens bestimmen sollte.
Ab dem 22. März 1935 wurde in Deutschland durch den Fernsehsender Paul Nipkow das erste regelmäßige Fernsehprogramm der Welt ausgestrahlt. Im November 1936 sendete die BBC erstmals hochauflösende Bilder mit 405 Zeilen, während der Fernsehsender Paul Nipkow bis 1937 nur in 180 Zeilen sendete.

### Fernsehen in Deutschland
Ab dem 22. März 1935 wurde in Deutschland durch den Fernsehsender Paul Nipkow das erste regelmäßige Fernsehprogramm der Welt ausgestrahlt. Ihren Höhepunkt erlebten die Sendungen, welche bis 1937 in 180 Zeilen gesendet wurden, mit den umfangreichen Übertragungen von den Olympischen Sommerspielen 1936 in sogenannte Fernsehstuben und Großbildstellen in Berlin und später Hamburg. Hierfür wurde auch erstmals ein aus 15 Fahrzeugen bestehender mobiler Fernsehsender in Dienst gestellt. Für die Darstellung der Fernsehbilder in Leinwandgröße in den Großbildstellen wurde das Zwischenfilmverfahren verwendet. Weitere funktionsfähige Fernsehgroßbildverfahren in dieser Zeit waren: 1) die Zellenrastermethode (eine Zellenrastertafel mit 10.000 bis 40.000 Glühlampen als Bildpunkte; entwickelt von A. Karolus) sowie 2) Projektionsgeräte mit Schmidtschem Spiegelobjektiv (mit Braunscher Röhre). Das später sehr bekannte Eidophor-Großbildprojektionsgerät mit einem neuartigen Funktionsprinzip wurde 1939 erst theoretisch konzipiert. Nach langwierigen Prototypenphasen wurde es ab 1959 seriell produziert.
1939 wurde dem damals schon weitverbreiteten Volksempfänger, einem sehr einfach konstruierten Radio, der „Volksfernseher“, offizielle Bezeichnung „Einheitsempfänger“, zur Seite gestellt (Deutscher Einheits-Fernseh-Empfänger E 1). Es war geplant, dass fünf Firmen diesen Fernseher in den folgenden Jahren in großer Stückzahl herstellen sollten. Dieses Gerät war hauptsächlich mit Stahlröhren der 11er- und 14er-Serie bestückt und hatte einen fest eingestellten Empfangskanal. Das Gerät verfügte über eine sehr hochwertige Rechteckbildröhre für 441 Zeilen und Zeilensprungverfahren. Technisch gesehen war der E1 seiner Zeit weit voraus, da die Bildröhre sehr flach war. Es trat kaum eine Kissenverzerrung auf, somit ist diese Röhre mit Röhren aus den 1970er-Jahren durchaus vergleichbar. In Großbritannien wurde bereits 1936 mit „hochauflösendem Fernsehen“, allerdings mit nur 405 Zeilen, jedoch ebenfalls im Zeilensprungverfahren, begonnen. Der Ausbruch des Zweiten Weltkriegs verhinderte jedoch eine Produktion des E 1 in großen Stückzahlen. Die Angaben über die Anzahl der produzierten Geräte liegen bei ca. 50. Der geplante Verkaufspreis lag bei 650 Reichsmark. Obwohl die Nationalsozialisten auch das Fernsehen für ihre Zwecke zu nutzen versuchten, blieb das Radio (siehe Hörfunk) wegen der Reichweite und der erprobten Technik das wichtigste Medium für die nationalsozialistische Propaganda. Es waren bis 1939 wahrscheinlich nicht mehr als 500 Fernsehgeräte in privater Hand. Zu Kriegsbeginn waren die Entwicklungen aber schon weit gediehen. Breitbandkabel durchzogen bereits große Teile des Deutschen Reiches, es war an eine kombinierte Verbreitung des Fernsehprogramms über Antenne und Kabel gedacht. Es liefen Versuche mit Fernsehtelefonie. In Berlin und Leipzig wurde jeweils eine sogenannte Fernsehsprechzelle installiert. Sie verfügten neben dem Telefon noch über einen Bildabtaster sowie einen Bildschirm, so dass sich die Gesprächspartner nicht nur hören, sondern auch sehen konnten. Im Winter 1944 wurden die zuletzt im Kuppelsaal des Olympiapark Berlin aufgenommenen Fernsehsendungen, die zu dieser Zeit hauptsächlich der Truppenbetreuung in hauptstadtnah liegenden Lazaretten dienten, im Deutschen Reich eingestellt. Entwicklungen fanden seit Kriegsbeginn nur noch für militärische Zwecke statt. Bekannt wurde z. B. die Gleitbombe Henschel 293, die vom Flugzeug aus auf Seeziele abgeworfen werden sollte. Sie hatte im Bug eine Fernsehkamera und einen nur ca. 5 kg schweren Fernsehsender („Tonne“/„Seedorf“-Anlage). Dieser und die Kamera waren batteriegespeist. Der Sender sendete die aufgenommenen Bilder über eine im Heck eingebaute Yagi-Antenne ans Mutterflugzeug, wo sie über einen Monitor und Fernsteuerung ins Ziel gelenkt werden sollte. Das Kriegsende bedeutete für Deutschland den Verlust sämtlicher Patente sowie ein striktes Verbot von Entwicklungen auch im Bereich der Radio- und Fernsehtechnik.
Als europäische Norm wurden 625 Zeilen festgelegt. Diese Norm wurde von beiden deutschen Staaten ab 1952 übernommen. In den USA hatte man sich 1942 in einem Kompromiss auf 525 Zeilen bei 60 Halbbildern im Zeilensprungverfahren geeinigt, nachdem bereits verschiedene Sender mit Auflösungen von 441 bis 608 Zeilen in Betrieb waren. Frankreich entschied sich für eine eigene Norm mit 819 Zeilen, die zunächst auch von Belgien übernommen wurde. Schnell wechselte man jedoch auf 625 Zeilen, für die Wallonie gab es noch einen kurzzeitigen Parallelbetrieb mit 819 Zeilen. Großbritannien blieb bei der 405-Zeilen-Norm mit amplitudenmoduliertem Tonträger.

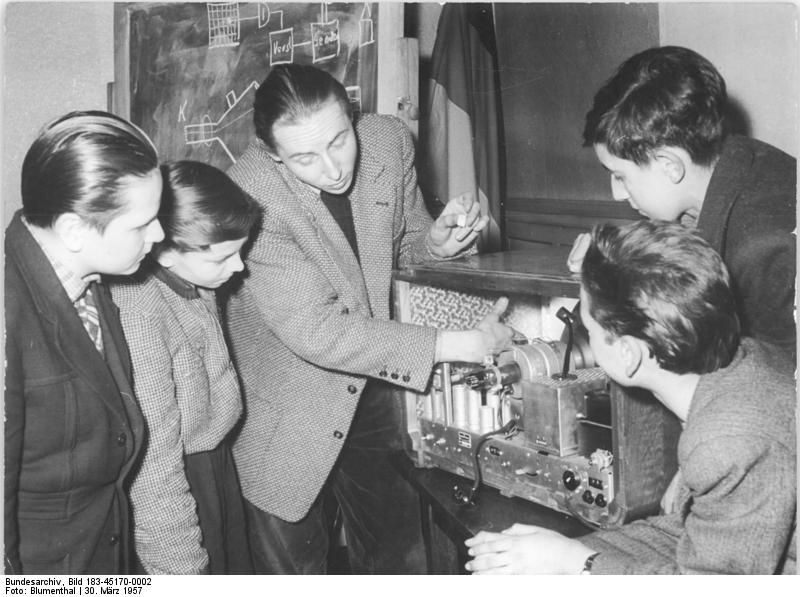
Jugendlichen in der DDR (Erfurt) wird 1957 am Empfänger „Rembrandt“ die Fernsehtechnik erklärt

In der Deutschen Demokratischen Republik begann der offizielle Fernsehbetrieb am 21. Dezember 1952 (Stalins Geburtstag). Der erste offiziell verkaufte Fernseher war der vom Sachsenwerk hergestellte Rembrandt 852B (mit runder Bildröhre). Der Vorgänger, Leningrad T2, war hauptsächlich für Reparationsleistungen an die Sowjetunion gedacht.
In der Bundesrepublik Deutschland sollte erst am 25. Dezember 1952 der Fernsehbetrieb aus einem Hochbunker in Hamburg wieder aufgenommen werden. Bereits 1955 stellte Philips einen Fernseher vor, der alle europäischen Normen empfangen konnte. Der erste in der Bundesrepublik nach dem Krieg in Serie hergestellte Fernseher war der Telefunken FE8. Er kostete 1000 DM. Die Preise für Fernsehgeräte fielen im Laufe der Jahre, und 1957 wurden die ersten Geräte unter 1000 DM angeboten. Ein Statussymbol der 1950er Jahre, aber nur für Wohlhabende erschwinglich, waren sogenannte Fernsehtruhen, die Fernseher, Radio, Plattenspieler und manchmal auch noch ein Tonbandgerät in einem meist truhenartigen Gehäuse vereinigten. Solche „Röhrenfriedhöfe“ wurden bis in die späten 1960er produziert.

### Fernsehen in der Schweiz
An der Schweizerischen Landesausstellung 1939 in Zürich wurde eine Schauspielgruppe mit einer von der ETH entwickelten Technik gefilmt und dem Publikum auf einem Bildschirm-Prototypen gezeigt. In Betrieb war auch eine Kamera, welche in die Halle eintretende Besucher aufnahm, und deren Bild sofort auch auf einem kleinen Bildschirm, der auf einem erhöhten Sockel sass, gesehen werden konnte. Da Fernsehen gesellschaftlich stark umstritten war, wurde ab Juli 1953 von Zürich aus ein Versuchsbetrieb aufgenommen; die Sendeantenne auf dem Zürcher Uetliberg konnte theoretisch eine Million Bewohner erreichen. Als erste konzessionierte Gesellschaft startete die Schweizerische Radio- und Fernsehgesellschaft (SRG) am 1. Januar 1958 einen regelmäßigen Sendebetrieb.

### Weitere Entwicklungen
Nachdem 1948 in den Bell Laboratories/USA der Transistor entwickelt worden war und wenige Jahre später die ersten Transistorradios auf den Markt gekommen waren, lag es nahe, diese Technik auch für den Bau von Fernsehgeräten anzuwenden. Der Transistor hat gegenüber der Elektronenröhre, wie sie bis dahin in allen Geräten der Unterhaltungselektronik verwendet wurde, den Vorteil höherer Lebensdauer bei kompakterer Bauform. Da Transistoren auch mit niedriger Spannung und kleinerem Stromverbrauch arbeiten, sind sie vor allem für batteriebetriebene Geräte interessant.
Als Pioniere beim Bau von Transistorfernsehern gelten die japanische Firma Sony mit dem Modell 5-303 (1960) sowie die amerikanische Firma Philco mit dem Modell Safari 2010 (1959). Die Entwickler der transistorisierten Fernseher waren vor die Aufgabe gestellt, mit der damals noch relativ neuen Technik ein Gerät zu entwickeln, das qualitativ mit den in konventioneller Technik gebauten Fernsehern mithalten konnte bzw. diese noch übertreffen musste. Da die Transistorfernseher transportabel sein sollten, musste ein besonderes Augenmerk auf eine kompakte sowie mechanisch und elektrisch robuste Bauweise gerichtet werden. Da die einzig noch verbliebene Röhre, nämlich die Bildröhre z. T. mit sehr hohen Spannungen arbeitet, waren zumindest bei Batteriebetrieb Schaltungen notwendig, um diese Spannungen aus der Batteriespannung, meist 12 V, zu generieren. Als 1960 noch der UHF-Bereich mit Frequenzen über 300 MHz eingeführt wurde, waren für das Empfangsteil Transistoren notwendig, die außer dem breitbandigen Bildsignal auch diese hohen Frequenzen verarbeiten konnten.
Diese Anforderungen machten die frühen Transistorfernseher sehr teuer. Sie lagen preislich oft oberhalb hochwertiger Heimgeräte und spielten anfangs auf dem Markt der Unterhaltungselektronik kaum eine Rolle. Der erste deutsche Transistorfernseher war der Imperial Astronaut 1514. Er hatte allerdings außer der Bildröhre noch eine weitere Röhre, die Diode DY80 zur Gleichrichtung der Anodenspannung der Bildröhre. Der erste sowjetische Transistorfernseher war der Elektronika 50, ein recht kompaktes Gerät mit 50 mm sichtbarem Bild.
Die hohen Preise begannen zu fallen, als Ende der 1960er Jahre Geräte aus Fernost auf dem Markt kamen, die z. T. nur noch halb so viel wie deutsche Geräte kosteten. Neben den damals schon bekannten japanischen Markennamen kamen in den frühen 1970er Jahren Marken auf den Markt, von denen selbst Experten noch nie etwas gehört hatten. Diese „No Name“-Produkte waren oft von fragwürdiger Qualität, der Preisverfall machte aber tragbare Fernseher für viele Interessenten erstmals bezahlbar.
Durch die immer kompaktere Bauweise bei Geräten der Unterhaltungselektronik war man schon früh auf die Idee gekommen, verschiedene Geräte zu einer leicht zu transportierenden Einheit zu kombinieren. Bekanntestes Beispiel hierfür ist der Radiorecorder. Bereits 1974 hatte eine kleine japanische Firma unter dem Namen Standard einen Radiorecorder mit integriertem 5"-SW-Fernseher auf dem Markt gebracht. In den 80ern „wuchsen“ solche Kombinationen zu oft schwergewichtigen tragbaren Stereoanlagen, der Klang und auch der Preis stellte manches Heimgerät in den Schatten. Diese Geräte kamen fast durchweg aus Fernost, auch deutsche Marken ließen ihre Geräte dort produzieren.
Die Möglichkeiten immer kompakterer Bauweise, nicht zuletzt durch Einsatz integrierter Schaltungen, bekannt als IS oder IC spornte die Entwickler zur Entwicklung immer kleinerer Fernseher an. Solche „Handhelds“ waren mehr ein Statussymbol, der Nutzen war eher gering. Die bekanntesten Beispiele sind der Panasonic TR-001 (1970) sowie der MTV-1 des englischen Computerherstellers Sinclair. Die Größe dieser Geräte lag in etwa bei der eines Lexikons, sie waren mit einer Kathodenstrahlröhre mit drei bis vier Zentimeter Durchmesser ausgestattet. Im Jahre 1984 brachte Casio mit dem TV-10 den ersten echten Taschenfernseher auf den Markt und läutete durch Verwendung eines SW-LCDs zur Bildwiedergabe das Ende der Kathodenstrahlröhre ein. Den Vogel in Sachen Miniaturisierung schoss Seiko 1982 mit seiner TV-Watch ab. Hier hatte man einen winzigen Flüssigkristallbildschirm in eine Armbanduhr integriert, der Empfang geschah allerdings über ein externes Kästchen in der Größe eines Taschenradios, das man an die Uhr anschloss und in die Hemdtasche steckte. Ein Exot dieser Miniaturisierung war ein ebenfalls aus Fernost kommendes, für den Einbau in den DIN-Schacht im Armaturenbrett geeignetes Auto-Cassettenradio mit integriertem 35-mm-Fernseher – in Kathodenstrahltechnik.

### Entwicklungsschritte im technischen Bereich
- 1953: Theoretische Konzeption des ersten Videogerätes für den Studiobereich (MAZ) von Eduard Schüller (Telefunken) im Schrägspurverfahren, das bis heute Grundlage aller Videorecorder ist.
- 1953: Die Eurovision zur europaweiten Ausstrahlung von Fernsehen wird eingeführt. Erste europaweit empfangbare Sendung: die Krönung der britischen Königin Elisabeth II.
- 1956: Ampex (USA) zeigt auf der NAB den ersten funktionierenden Videorecorder der Welt.
- 1959: Philco (USA) bringt mit dem Typ Safari den ersten (bis auf die Bildröhre) volltransistorisierten Fernseher auf den Markt.
- 1960: Sony baut mit dem Micro TV 5-202 den ersten Minifernseher mit 4,25-Zoll-Bildröhre.
- 1961: Nordmende stellt mit dem Nordmende Präsident den ersten Fernseher mit kabelloser Ultraschallfernbedienung vor.
- 1967: Start Farbfernsehen in der Bundesrepublik Deutschland erfolgte auf der 25. Großen Deutschen Funk-Ausstellung in West-Berlin am 25. August 1967.
- 1969: Mit dem Start des 2. Programms des Deutschen Fernsehfunks (DFF) und der gleichzeitigen Eröffnung bzw. Inbetriebnahme des Berliner Fernsehturms am 3. Oktober 1969 wurde das Farbfernsehen auch in der DDR eingeführt.
- 1970: Telefunken stellt ein Bildplattensystem (TED) nur für Wiedergabe vor. Die mechanische(!) Abtastung erfolgte mittels einer Kristallkufe. Nach 400 Tagen wurde die Produktion wegen der hohen Empfindlichkeit des Systems wieder eingestellt.
- 1972: Philips stellt ein Bildplattensystem, ebenfalls nur für Wiedergabe vor. Die Abtastung erfolgte hier mit einem Laser. Die Signale wurden aber nicht digital, sondern frequenzmoduliert abgetastet.
- 1972: Der erste Videokassettenrecorder für den Heimgebrauch wird als Gemeinschaftsentwicklung unter der Federführung von Philips vorgestellt. Er arbeitet nach dem VCR-System.
- 1973: Leistungsfähige Thyristoren und Transistoren lösen im Fernseher eine energieaufwendige Röhrentechnik ab. Einzige verbleibende Röhre ist noch die Bildröhre.
- 1976–82: Inlinebildröhren und Modultechnik machen den Farbfernseher zum kostengünstigen Massenartikel.
- 1975–79: Es werden drei unterschiedliche, nicht kompatible Videosysteme (Magnetband für Konsumenten) vorgestellt: das Video-2000-System (Grundig, Philips), das Betamax-System (Sony) und das VHS-System (JVC). Letzteres setzte sich dann durch.
- 1982: Sony präsentiert den ersten Camcorder.
- 1982: In Deutschland wird der Stereoton fürs Fernsehen eingeführt.
- 1983: Energiesparende Schaltnetzteile trennen erstmals das Fernsehgeräte-Chassis kostengünstig galvanisch von Stromnetz, dadurch ist auch eine Einführung der SCART-Buchse möglich.
- 1983: Der CCD-Sensor (zu diesem Zeitpunkt mit einer Auflösung von 224.000 Pixel), der bis heute Bestandteil fast jeder Digitalkamera ist, wird von Hitachi vorgestellt.
- 1984: Start des kommerziellen Fernsehens in Deutschland.
- 1984: Das Fernmeldesatellitensystem ECS-1 ermöglichte auf der geostationären Satellitenposition 13° Ost erstmals auch einen Fernseh-Satellitendirektempfang.
- 1984: Casio baut den ersten Taschenfernseher mit Schwarz-Weiß-LCD. Seiko stellte kurz darauf sogar einen Armbandfernseher, ebenfalls mit LCD vor.
- 1987: Start des kommerziellen Fernsehsatelliten ASTRA.
- 1995: Die DVD kommt auf den Markt.
- 1996: Der private Sender DF1 startet sein Programm per DVB.
- 1997: Die neue Firma TiVo patentiert mit dem US-Patent 6233389 zeitversetztes Fernsehen.[32]
- 2003: Das terrestrische Fernsehen in Deutschland wird digital.
- 2005: Das HD-Ready-Logo für LCD- sowie Plasmafernseher wird eingeführt.
- 2006: Blu-ray und HD DVD kommen als Nachfolger der DVD für Hochauflösendes Fernsehen auf den Markt.
- 2007: ZDF startet eine Mediathek genannte Internet-Plattform, welche neben parallelem (Live-TV) auch zeitversetztes Fernsehen über Internet ermöglicht.
- 2008: Einige europäische Fernsehsender starten mit der Übertragung in HDTV, unter anderem Arte HD.
- 2010: Seit dem 12. Februar 2010 senden ARD und ZDF über Kabel und Satellit in High Definition (Format 720p).
- 2010: Auf den Weltmärkten werden die ersten 3D-fähigen Geräte verkauft.
- 2012: Am 30. April 2012 wurde die analoge Verbreitung von TV-Programmen über das ASTRA Satellitensystem eingestellt.

### Farbfernsehen
Einer der Pioniere des Farbfernsehens war John Logie Baird, dem es 1928 gelang, erste farbige Fernsehbilder zu übertragen. Dies geschah aber noch mit mechanischer Technik auf der Sende- wie Empfängerseite. Erst mit der Erfindung der Schattenmaskenröhre bereits 1938 durch Werner Flechsig in Deutschland, die in modifizierter Form bis heute Bestandteil jedes Fernsehers oder Monitors mit Bildröhre ist, hatte man die Möglichkeit, zumindest auf der Empfängerseite auf mechanische Bauteile zu verzichten. 1939 wurden auf der Internationalen Funkausstellung Berlin die ersten farbigen Fernsehbilder vorgeführt.
Ab den späten 1940er-Jahren wurden in den USA Versuchsendungen mit verschiedenen Verfahren, z. B. mit rotierenden Farbfiltern für die drei Grundfarben ausgestrahlt, aber keines der Verfahren fand die Akzeptanz der Fachleute. Neben vielerlei technischer Probleme war das Hauptproblem, Farbfernsehsendungen so zu übertragen, dass sie auch kompatibel zu den Schwarzweiß-Fernsehern waren. Erst 1953 wurde in Nordamerika die NTSC-Norm für Farbfernsehen eingeführt. Man war bei der Durchsicht der in Deutschland nach dem Krieg erbeuteten Patentschriften auf das Patent von Werner Flechsig gestoßen. Der Ingenieur und Vizepräsident der RCA Norton Goldsmith entwickelte dann eine Farbbildröhre. 1954 begann der offizielle Sendebetrieb in Farbe. Das Problem der Kompatibilität zu Schwarz-Weiß-Fernsehern hatte man gelöst, indem die Farbsignale (Farbton und Farbsättigung, „Chroma“) und die Helligkeitssignale („Luma“) getrennt übertragen werden. Der Schwarz-Weiß-Fernseher empfängt nur die Helligkeitssignale, die dann das schwarz-weiße Bild ergeben, während im Farbfernseher zusätzlich die auf einem Seitenband gesendeten Chromasignale verarbeitet werden.
Im März 1954 brachte RCA mit dem CT100 den ersten in Großserie produzierten Farbfernseher auf den Markt. Er hatte 36 Röhren, eine 15-Zoll-Bildröhre und kostete 1000 Dollar, was nach heutiger Kaufkraft einem Preis von ca. 12.000 Dollar entspricht. Die Bildqualität war eher bescheiden und das Gerät war auch recht anfällig. Trotzdem waren damit die Amerikaner den Europäern weit voraus, die erst 12 bis 13 Jahre später mit der PAL-Norm von Walter Bruch das Farbfernsehen einführten. Der Vorsprung der Nordamerikaner hatte aber auch seinen Preis. Die NTSC-Norm besitzt einige Schwächen, sodass es häufig zu Farbtonfehlern bei der Darstellung kommt. Um diese Fehler auszugleichen, gibt es an NTSC-Farbfernsehern eine zusätzliche Einstellmöglichkeit, „Farbton“, mit dem eine händische Korrektur des Fehlers möglich ist. Das PAL-Verfahren sowie das französische SECAM (SÉquentiel Couleur À Mémoire) hatten zum Ziel, diese Farbfehler, die hauptsächlich auf dem Übertragungsweg durch Phasenfehler entstehen, auszugleichen. Das bedeutete erheblich höheren technischen Aufwand auf Sende- wie Empfängerseite. Deshalb bekam das PAL-System von den Amerikanern den Spitznamen „Pay Additional Luxury“. Im Gegenzug bezeichnen heute noch PAL-Techniker das amerikanische NTSC scherzhaft als „Never Twice Same Color“ bzw. „Never The Same Colour“.
Die Entscheidungen der Länder der Welt für ihr jeweiliges Farbfernsehsystem hatten wohl hauptsächlich politischen Hintergrund. Während viele den USA nahestehende Länder in Südamerika und Asien wie z. B. Japan sich für NTSC entschieden, führten z. B. ehemalige französische Kolonien oft das SECAM-System ein. Die Mehrheit der Länder, die in den 1960er Jahren noch kein Farbfernsehen hatten, entschieden sich aber für PAL, darunter nach heftigen internen Diskussionen auch England, allerdings mit der schon vorher eingeführten anderen Ton-Norm. Die UdSSR entschied sich nach vergeblichen Versuchen, ein eigenes Farbfernsehsystem einzuführen, neben zahlreichen anderen Ländern des damaligen Ostblocks für SECAM. Im Gegensatz dazu nutzte die Volksrepublik China das PAL-System.
Am 25. August 1967 wurde durch einen symbolischen Druck auf einen roten Knopf durch Außenminister Willy Brandt das Farbfernsehen in Deutschland eröffnet. Der erste in Deutschland für das PAL-System produzierte Fernseher war der Telefunken FE807 PAL Color. In der DDR begann das Farbfernsehen 1969, dem 20. Jahrestag der DDR. Als Verfahren wurde auch hier das französische SECAM gewählt. Der erste in der DDR produzierte Farbfernseher war der RFT Color 20/1. Im Gegensatz zu den allermeisten damaligen Farbfernsehern war er (mit Ausnahme der Bildröhre) bereits volltransistoriert.

### Satellitenfernsehen
Das Zeitalter des Satellitenfernsehens begann am 12. August 1960. An diesem Tag wurde mit Echo 1 der erste passive Nachrichtensatellit in eine Umlaufbahn um die Erde gebracht. Die Qualität der übertragenen Fernsehbilder war allerdings sehr schlecht. Der erste aktive Nachrichtensatellit Telstar wurde am 10. Juli 1962 in seine Umlaufbahn gebracht. Mit seiner Hilfe wurde am 23. Juli die erste Live-Sendung für die Eurovision aus den USA gesendet. Am 26. Juli 1963 wurde mit Syncom 2 erstmals ein Kommunikationssatellit in eine fast vollständige geostationäre Umlaufbahn gebracht. Dies ermöglichte es, von einem festen Punkt auf der Erde ununterbrochen Signale an einen Satelliten zu senden oder von diesem zu empfangen. Neuartige rauscharme HEMT-Transistoren ermöglichten 1985 einen kostengünstigen Direktempfang von Fernsehsignalen der ECS-Telekommunikationssatelliten auf der geostationären Satellitenposition 13 Grad Ost. 1987 begann mit dem Astra 1A die Erfolgsgeschichte des europäischen Direktempfangsfernsehens per Satellit.
Am 30. April 2012 wurde die analoge Satelliten-Übertragung der deutschsprachigen Fernsehprogramme abgeschaltet. Eigens dafür wurde bereits bei den öffentlich-rechtlichen Sendern Das Erste, ZDF und Bayerisches Fernsehen sowie bei den privaten Sendern ProSieben, RTL und Sat.1 die Videotext-Seite 198 und im Internet die Webseite „klar digital“ eingerichtet.

### Nicht-lineares digitales Fernsehen
Herkömmliches Fernsehen war bisher immer linear; aus diesem Grund war eine Ressource „TV-Sendekanal“ historisch immer begrenzt und so auch umkämpft; wer solche Ressourcen „Sendekanäle“ kontrollieren konnte, war auch in der Lage, unliebsame Mitbewerber vom Markt fernzuhalten. Wie nun Helmut Thoma im Heise-Forum c’t ausführte, ist mit einer Verbreitung von Fernsehen über das Internet nun diese historische Beschränkung gefallen; per Internet stehen rein theoretisch unendlich viele Sendekanäle zur Verfügung.
Das ZDF realisierte im Jahr 2007 ein neuartiges, Mediathek genanntes Sendekonzept, welches das Potential von nicht linearem Fernsehen per Internet verdeutlichte und heftige Kritik von privaten TV-Sendeanstalten auslöste. Diese forderten eine Begrenzung von öffentlich-rechtlich finanzierten Online-Produkten.

## Wissenschaft und Forschung
Das Fernsehen wird durch die Kommunikations- und die Medienwissenschaft wissenschaftlich begleitet. Die Fachdisziplinen, die unterschiedliche Schwerpunkte setzen, sind die Fernseh-, die Publikums- und die Qualitätsforschung.

## Ausblick Technik

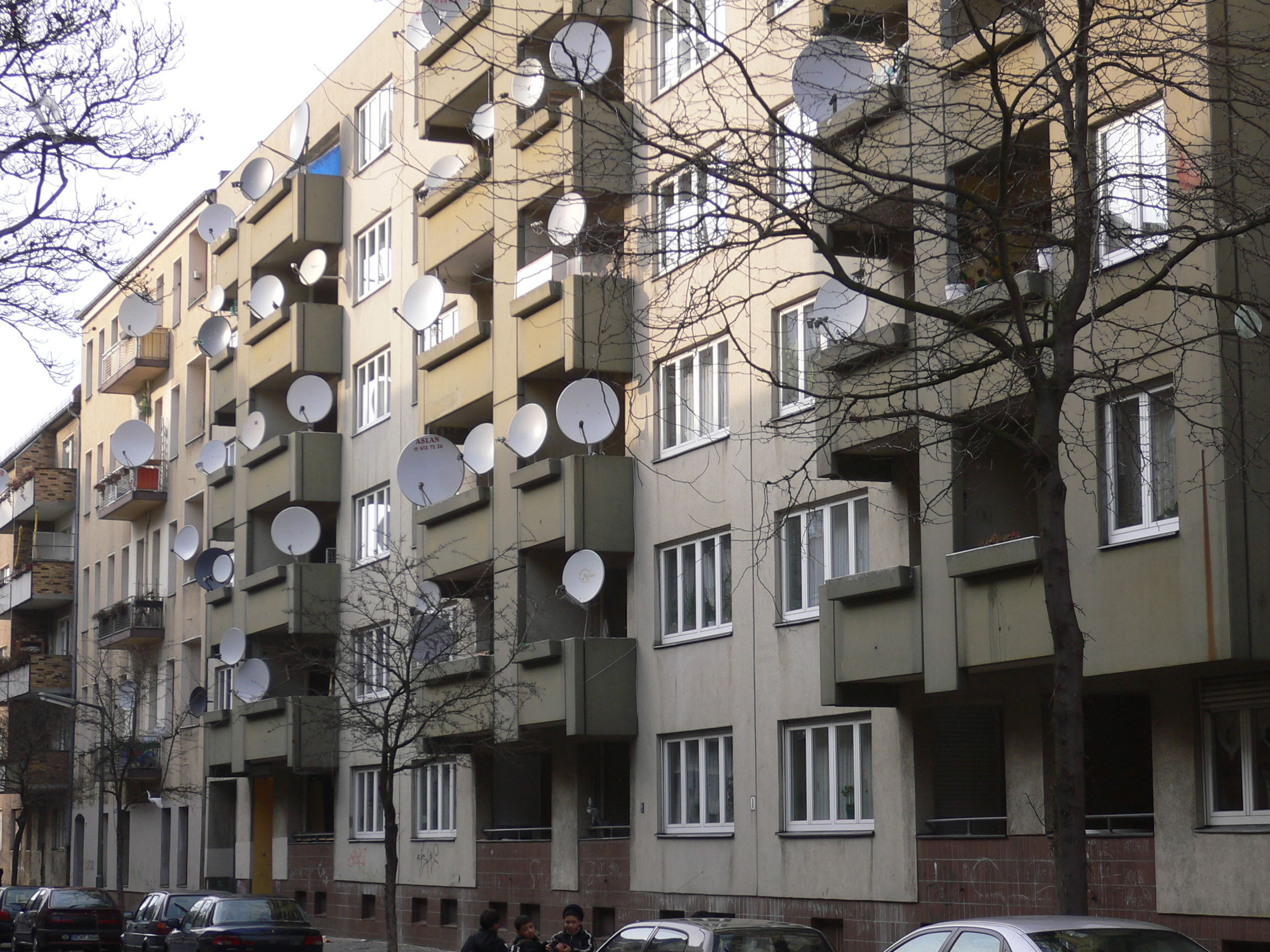
Satellitenschüsseln an einer Hausfassade in Berlin-Neukölln

Viele Bestrebungen, die technische Qualität zu verbessern, sind mangels Kooperation verschiedener Interessengruppen gescheitert. Sicher ist die Ablösung des analogen durch das digitale Fernsehen, die beim Satellitenfernsehen im April 2012 bereits abgeschlossen wurde. Deutschland hatte sich das Ziel gesetzt, bis 2010 auf die digitale Ausstrahlung der Fernsehprogramme umzustellen. 2003 wurde in Berlin bereits die terrestrische analoge Fernsehausstrahlung auf digitale auf Basis von DVB-T umgestellt; Ende 2008 war die Umstellung abgeschlossen. Auch beim Kabelfernsehen sollte in Deutschland der Analog-Digital-Übergang bis 2010 abgeschlossen sein. Kabel Deutschland hatte im Jahr 2009 jedoch angekündigt, die analoge Verbreitung noch mehrere Jahre parallel zur digitalen zu betreiben. Daher verzögerte sich zumindest in diesem Bereich die Analogabschaltung noch bis Mitte 2019.
Erst in der Folge wird es wohl auch zu einer Verbesserung der Bild- und Tonqualität, insbesondere bei der Auflösung der Bilder (HDTV) kommen, da mit der fortschreitenden Weiterentwicklung der Computertechnik Anpassungen an zukünftige Fernsehnormen auch softwareseitig möglich werden und dies den Zwang zum Kauf neuer Geräte vermeiden helfen könnte. Mit HDTV soll zudem das Verschlüsselungssystem HDCP etabliert werden, mit dem sich das Aufzeichnen von Filmen und Sendungen theoretisch regeln und verhindern lässt.
Die früher überwiegend auf Kathodenstrahlröhren basierenden Fernsehgeräte wurde mittlerweile komplett bei ähnlichen Preisen von den flachen und damit platzsparenden Plasmabildschirmen, Flüssigkristallbildschirmen und seit 2016 zunehmend OLED-Bildschirmen abgelöst. Im Jahr 2006 wurden in Deutschland erstmals mehr Flachbildfernseher verkauft als konventionelle Röhrenfernseher. Eine weitere Alternative, aber noch nicht ganz ausgereifte Technik für Flachbildschirme sind OLED-Bildschirme, die gegenüber den beiden anderen genannten Flachbildschirmtechniken mehrere Vorteile (Blickwinkelunabhängigkeit, weiter reduzierter Stromverbrauch, schnellere Schaltzeiten, biegsam) mit sich bringen könnten. Des Weiteren sind auch flache Röhrenfernseher in der Entwicklung, die mit der sogenannten SED-Technik (Surface Conduction Electron Emitter Display) arbeiten. Jeder Bildpunkt bekommt dabei eine eigene kleine Röhre.
Für großformatige, kinoähnliche Abbildungen werden Videoprojektoren (Beamer) verwendet. Ähnliche Geräte waren bereits 1936 bei den Olympischen Spielen im Einsatz.

## Ausblick Nutzung
Mit dem Internet entsteht eine völlig neue Verbreitungsmöglichkeit von bewegten Bildern und Ton (siehe auch IPTV), die in Konkurrenz zur klassischen Nutzungs- und Verbreitungsform des Fernsehens (siehe oben) treten könnte, aber deutlich weitergehende Möglichkeiten und Vorteile bietet. Dies könnte der klassischen Verbreitungsform von Fernsehen zunehmend das Publikum entziehen. Allerdings bleibt abzuwarten, ob und wie die Content-Produzenten dabei ihre Produktionskosten einfahren können und wie das klassische Fernsehen darauf reagieren wird. Bill Gates erwartete 2007, dass in fünf Jahren oder eher das herkömmliche Fernsehen zu großen Teilen vom Zuschauer per Einschaltquote durch Internetfernsehen ersetzt sein wird. Seitdem fanden erste große Verdrängungsprozesse statt. Auch eine Analyse des Meinungsforschungsinstitutes Allensbach belegt, dass insbesondere bei jungen Menschen die Bedeutung des herkömmlichen Fernsehens zugunsten des Internets abnimmt.
In einer Studie, die von der EIAA (European Interactive Advertising Association) in Auftrag gegeben wurde, wurde festgestellt, dass bei deutschen Jugendlichen im Alter von 16 bis 24 Jahren das Internet häufiger als das Fernsehen genutzt wird. Eine 2014 veröffentlichte Studie der Stiftung für Zukunftsfragen – eine Initiative von British American Tobacco kommt zu dem gleichen Ergebnis. Demnach landet das Internet bei den beliebtesten Freizeitbeschäftigungen von Jugendlichen und jungen Erwachsenen auf Platz eins. Dennoch belegt das Fernsehen nach neusten Forschungsergebnissen auch im Jahr 2022 mit Blick auf die Gesamtbevölkerung noch immer Platz 2 der beliebtesten Freizeitbeschäftigungen der Bundesbürger.
US-Amerikaner nutzen als Nachrichtenquellen vorwiegend (48 %) das Internet, wogegen das Fernsehen nur noch von 29 % als primäre Nachrichtenquelle genutzt wird. Die Management-Beratung Accenture stellte in einer Studie fest, dass junge TV-Zuschauer (16–24 Jahre) auf Videoplattformen abwandern. Heute (6/08) schauen bereits 40 % dieser Altersgruppe regelmäßig Video im Internet. Als Hauptursache werden die starren Sendezeiten beim Fernsehen genannt. Mark Thompson, Chef der BBC, meinte auf der IFA 2008, dass die Zukunft des Fernsehens eindeutig on Demand sei und dass das Web vermutlich in Zukunft der wichtigste Vertriebsweg für Fernsehen sein wird. Das statistische Bundesamt hat festgestellt, dass im ersten Quartal 2008 38 % mehr Menschen in Deutschland (14 Mio.) TV- und Hörfunk via Internet konsumiert haben als im Jahr zuvor.

Im Jahr 2011 sank in den USA erstmals die Zahl der in den Haushalten vorhandenen Fernsehgeräte gegenüber dem Vorjahr.
Der Chef von Netflix Reed Hastings hält im Mai 2015 klassisches Fernsehen für ein Auslaufmodell. Das traditionelle Fernsehen werde durch Streamingdienste im Internet ersetzt. Netflix hat weltweit starke Zuwachszahlen bei den Nutzern. Hastings führt das Wachstum der Nutzerzahlen auf die Popularität von Eigenproduktionen zurück.

## Beruf Radio- und Fernsehtechniker
Es handelt sich hierbei um einen ehemaligen Ausbildungsberuf, der 1957 anerkannt wurde und am 1. August 1999 aufgehoben wurde. Abgelöst wurde der Beruf Radio- und Fernsehtechniker durch den Nachfolgeberuf Informationselektroniker. Dennoch findet man heutzutage noch spezialisierte Radio- und Fernsehtechniker. Sie reparieren und warten Geräte der Unterhaltungselektronik sowie der Kommunikations- und Informationstechnik. Sie arbeiteten meist in Werkstätten des Radio- und Fernsehtechnikerhandwerks, in Kundendienstabteilungen der Gerätehersteller sowie im Fachhandel und sonstigen Betrieben, die mit Radio-, Fernseh- und Videotechnik zu tun haben. Sie stellen beim Kunden die Geräte auf, nehmen diese in Betrieb und entstören sie. Außerdem installieren Radio- und Fernsehtechniker die Empfangsanlagen, elektronische Baugruppen und Zusatzgeräte. Bei ihrer Tätigkeit haben sie die einschlägigen VDE-Vorschriften (Verband deutscher Elektrotechnik) zu beachten.